# Jean (football, 1977)
Pour les articles homonymes, voir Jean et Witte.
Jean Carlo Witte, plus communément appelé Jean, est un footballeur brésilien né le 24 septembre 1977.